# 동반성장몰
중소기업유통센터에서 운영하는 동반성장몰은 대기업, 공공기관, 중소기업‧소상공인 및 임직원 등이 복지포인트 등을 활용하여 온라인 구매가 가능한 상생형 쇼핑플랫폼이다.
동반성장몰 ▶ https://support.dongbanmall.com

## 운영방식

### 사업대상
동반성장몰 도입을 통해 상생협력을 원하는 대기업, 공공기관, 중소기업‧소상공인 및 임직원

### 사업현황
70여개 민간기업‧공공기관이 도입을 완료했다.
* (민간) 현대자동차, 현대모비스 등 (공공) 한국마사회, 동서발전 등 (지자체) 안산시, 광양시 등

### 운영방식
대기업·중견기업·공공기관에서 임직원들에게 제공하는 기존 복지포인트를 활용하거나, 동반성장포인트를 신설하여 동반성장몰의 상품 구매에 사용하는 방식으로 운영된다.

### 사업연혁
- 2018년 : 동반성장몰 서비스 오픈
- 2018년 : 현대자동차 그룹, 최초 동반성장몰 도입
- 2019년 : 중소기업 근로자를 위한 복지플랫폼 ‘소규모 동반성장몰’ 구축
- 2019년 : 전국 80만 공무원 대상 선택적 복지사업 파트너사로 선정
- 2020년 : 아임스타즈 시스템 통합, 입점신청 및 통합 회원가입 기능 연계
- 2020년 : 중소기업 판로지원 확대를 위해 국세청과 MOU 체결

## 특징

### 도입 대기업 동반성장지수 반영 (국내판로지원 부문)
- 중소기업 온라인 판로지원을 위해 전용플랫폼(동반성장몰 등)을 도입·이용한 실적 (최대 0.6점)
- 대중소기업농어업력재단 등 정부기관과의 사업 공동 추진을 통해 동반상승에 대한 기업의 사회 공헌 노력 부각 가능

### 100% 중소기업 상품으로 구성
대기업 입점 비율이 높은 타 복지몰과 달리 동반성장몰 협력사는 100% 중소기업으로만 구성되어 중소기업 상생지원에 최적화됨

### 고객맞춤형 쇼핑몰 구성
고객사 및 소비자가 원하는 상품의 반영이 쉽고, 주기적인 프로모션 구성을 통해 고객 만족 실현